# مقاطعة زغرب
مقاطعة زغرب (بالكرواتية: Zagrebačka županija) هي إحدى مقاطعات كرواتيا ومركزها عاصمة كرواتيا مدينة زغرب.